# Isidro de Sena Madureira
Dr. Isidro de Sena Madureira, primeiro e único barão de Jequiriçá (Vila Santo Antônio - Jiquiriçá, BA, c. 1806 — Valença, Bahia, 22 de novembro de 1860), foi um nobre brasileiro.
Foi filho do Capitão-Mor Bernardino Sena Madureira (15/05/1769 - 02/06/1852).
Agraciado barão em 14 de março de 1860, foi um grande filantropo na Bahia, fazendo doações para igrejas e hospitais, entre eles um em Valença. Era também comendador da Imperial Ordem de Cristo. Faleceu solteiro.